# Sophie Ellis-Bextor
Sophie Michelle Ellis-Bextor (Londra, 10 aprile 1979) è una cantautrice e modella britannica.
Dopo aver debuttato nella seconda metà degli anni novanta con il gruppo indie Theaudience, con i quali ha pubblicato un album e quattro singoli dal discreto successo in Regno Unito, ha collaborato con il DJ italiano Spiller per la canzone Groovejet (If This Ain't Love) (2000), che ha permesso alla cantante di essere conosciuta a livello mondiale. L'anno successivo ha firmato un contratto con l'etichetta Polydor, per la quale ha pubblicato l'album Read My Lips, accompagnato dal successo dei singoli Murder on the Dancefloor e Get Over You. Il secondo album, Shoot from the Hip, è stato pubblicato dalla stessa etichetta del 2003 e ha ottenuto inferiore successo rispetto al precedente mentre il terzo, Trip the Light Fantastic, ha ottenuto maggiori consensi insieme al singolo Catch You. Il suo quarto album, Make a Scene, è stato pubblicato a giugno 2011.

## Biografia
Sophie Ellis-Bextor è nata da Janet Ellis, un'attrice conosciuta principalmente per aver presentato uno show per bimbi in cui la stessa Sophie apparve da piccola, e Robin Bextor, regista affermato in patria. Quando Sophie aveva tre anni i suoi genitori divorziarono. Ha tre sorelle e due fratelli a cui si sente molto legata, tanto che ha dichiarato più volte che le piace averli attorno durante le varie fasi del suo lavoro di cantante. Il fratello Jackson è ad oggi il suo batterista.
Sophie è stata insieme al suo manager, Andy Boyd, per sei anni e si è poi sposata (dopo tre anni di relazione) con Richard Jones, bassista dei The Feeling, nel 2005. La coppia ha 5 figli maschiː Sonny (23 aprile 2004), Kit (7 febbraio 2009), Ray Holiday (25 aprile 2012), Jesse (3 novembre 2015) e Mickey Jones (7 gennaio 2019).

### Gli esordi con i theaudience
La cantante ha iniziato la sua carriera musicale nel 1997 come componente del gruppo musicale indie theaudience, di cui era la cantante. Insieme al gruppo pubblicò un album, l'eponimo Theaudience, che arrivò ventiduesimo nella classifica britannica degli album. Dall'album vennero estratti anche quattro singoli, I Got the Wherewithal, If You Can't Do It When You're Young; When Can You Do It?, A Pessimist Is Never Disappointed e I Know Enough (I Don't Get Enough), che entrarono nella classifica dei singoli del Regno Unito. Nel 1998 ha collaborato con i Manic Street Preachers per la canzone Black Hole for the Young, b-side del singolo del gruppo The Everlasting.
Immediatamente dopo la promozione del primo disco, tuttavia, il gruppo di origine della cantante si sciolse dando origine alla carriera solista della ragazza. Nel 2000 Ellis-Bextor ha collaborato con il DJ italiano Spiller come vocalist per la canzone Groovejet (If This Ain't Love), singolo entrato nelle classifiche di diversi stati e che ha raggiunto la prima posizione delle classifiche di Regno Unito, Australia, Irlanda e Nuova Zelanda. La collaborazione, che ha previsto anche un video musicale girato a Bangkok ha permesso alla cantante di essere conosciuta in campo internazionale e di poter avviare una carriera da solista.

### Read My Lips, il primo album

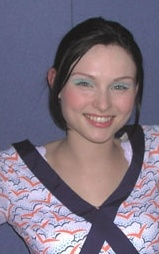
Sophie Ellis-Bextor nel 2002

L'anno seguente, dopo aver firmato un contratto con l'etichetta discografica Polydor, è stato pubblicato il suo primo singolo da solista, una cover del singolo del 1979 di Cher, Take Me Home, che ha raggiunto la seconda posizione della classifica britannica e che ha anticipato la pubblicazione del suo album di debutto, Read My Lips, pubblicato nell'agosto del 2001, che ha raggiunto una buona seconda posizione in Regno Unito.
L'album è stato ripubblicato in tutta Europa, raggiungendo buone posizioni nelle classifiche di diversi stati, l'anno successivo, trainato dal singolo Murder on the Dancefloor, di gran successo di vendite in tutta Europa e che ha portato la cantante per l'ennesima volta alla seconda posizione della classifica britannica. Successivamente è stato pubblicato come singolo la doppia a-side Get Over You/Move This Mountain, altro successo commerciale, e Music Gets the Best of Me, che ha ottenuto meno consensi dei precedenti.
Il successo dei singoli hanno promosso con successo l'album, diventato disco multi-platino in Gran Bretagna, platino in Australia, e disco d'oro in Germania, Francia e Brasile, vendendo in totale oltre un milione di copie.
Al disco hanno collaborato produttori come Gregg Alexander, Steve Osborne e Matt Rowe, che si sono occupati anche, insieme alla cantante, dei testi, ed è stato seguito dal DVD musicale Watch My Lips. Durante la promozione di questo disco, la cantante ha partecipato alla composizione della colonna sonora del film Il guru (2002) incidendo una cover del noto brano dei Blondie One Way or Another, del 1979.

### Shoot from the Hip, il secondo album
Dopo il successo del primo disco e dei singoli che ne furono estratti, l'etichetta discografica pubblicò il secondo album della cantante poco tempo dopo, il 27 ottobre 2003. Shoot from the Hip, questo il titolo del disco, ha visto la collaborazione di Gregg Alexander e Matt Rowe ma, non ha ottenuto lo stesso successo commerciale del precedente raggiungendo appena la diciannovesima posizione in Gran Bretagna e altre posizioni inferiori in Svizzera, Francia e Nuova Zelanda.
L'album, che conteneva anche una cover della celebre canzone di Olivia Newton-John Physical, è stato promosso da due singoli, Mixed Up World e I Won't Change You, che pur non facendo tornare la cantante alle posizioni raggiunte da Murder on the Dancefloor e Get Over You, hanno riscosso un buon successo commerciale. I Won't Change You conteneva anche, come b-side, una cover della canzone delle Baccara Yes Sir, I Can Boogie del 1977.
Successivamente la cantante ha abbandonato la promozione dell'album e ha inciso la canzone Want You More, colonna sonora del film Suzie Gold (2004) per poi sospendere l'attività musicale per un breve periodo per dedicarsi alla nascita del suo primo figlio, Sonny, nato nel 2004. La cantante ha poi avuto un secondo figlio, Kit Valentine nato nel febbraio 2008, Sophie ha da poco annunciato di aspettare il terzo figlio. Il 25 aprile 2012 ha dato alla luce il suo terzo figlio, un maschietto a nome Ray Holiday Jones.

### Trip the Light Fantastic, il terzo album

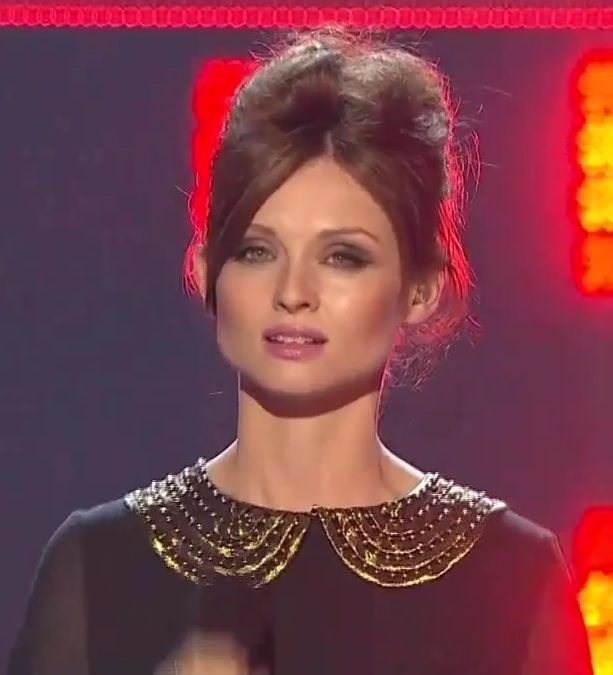
Sophie Ellis-Bextor nel 2011

Dopo la maternità, è tornata all'attività musicale del 2006 con l'incisione del brano Dear Jimmy per la compilation Popjustice: 100% Solid Pop Music, dopo una collaborazione con il duo Busface per la canzone Circles (Just My Good Time) con lo pseudonimo Mademoiselle E.B.
Nel 2007 è stato pubblicato, invece, il terzo album di inediti della cantante Trip the Light Fantastic, la cui produzione è stata curata da artisti quali gli Xenomania e Cathy Dennis. L'album è stato pubblicato dall'etichetta discografica Fascination, sottoposta della Polydor, il 21 maggio del 2007, e ha riscosso maggior successo del precedente, pur senza tornare ai risultati ottenuti dall'album di debutto, raggiungendo la settima posizione della classifica britannica.
Il disco è stato anticipato dalla pubblicazione di un singolo, Catch You, canzone dance pop entrata nella classifiche di diversi paesi europei, seguito da Me and My Imagination, Today the Sun's on Us e, solo in Spagna e Portogallo, da If I Can't Dance, canzone inserita anche nella colonna sonora del film St. Trinian's (2007).
La promozione è avvenuta anche tramite alcune esibizioni dal vivo della cantante e dalla partecipazione della stessa come artista di supporto nella tappe britanniche dei tour 25 Live di George Michael e Beautiful World Live dei Take That. Nel 2008 ha pubblicato altre due canzoni: Love is the Law, diffusa legalmente tramite il sito Internet ufficiale dell'artista, e Jolene, cover di un singolo di Dolly Parton del 1973, colonna sonora della serie televisiva Beautiful People.

### Make a Scene
Nel giugno del 2009 la cantante ha pubblicato con i Freemasons il singolo Heartbreak (Make Me a Dancer), che ha raggiunto la tredicesima posizione della classifica britannica ed entrando nelle classifiche di diversi paesi europei.
Pochi mesi dopo, in agosto, è stato pubblicato l'EP live Sophie Ellis-Bextor: iTunes Live in London Festival '09, in vendita per la Fascionation solo sulla piattaforma iTunes e contenente cinque noti singoli della cantante tra cui il duetto con i Freemasons. Nello stesso anno ha inciso il brano Sophie Loren, canzone di sottofondo dello spot Rimmel London.
Nel febbraio del 2010 è stato pubblicato solo nei mercati francofoni il singolo Can't Fight This Feeling, una collaborazione con il DJ francese Junior Caldera inserita nell'album di debutto di quest'ultimo, Debùt. Tra la primavera e l'estate 2010, la cantante ha pubblicato un altro singolo dal titolo Bittersweet, sempre con la collaborazione dei Freemasons. A luglio ha partecipato ad alcune date britanniche del Pandemonium Tour dei Pet Shop Boys, mentre il mese successivo, nella seconda metà di agosto, è stato pubblicato il singolo del DJ Armin van Buuren dal titolo Not Giving Up on Love, con il quale la cantante ha collaborato prestando la voce. Lo stesso singolo è stato pubblicato per il mercato britannico nel marzo del 2011. Il brano è stato estratto dall'album Mirage di Van Buuren.
Dopo svariati rinvii è stato pubblicato, nell'aprile 2011, il quarto album di inediti, intitolato Make a Scene, inizialmente solo in Russia, anticipato di una settimana dal singolo Off & On, e successivamente in Regno Unito nel giugno 2011, dove ha promosso l'album con una serie di esibizioni con l'ulteriore singolo Starlight. Il disco è stato pubblicato in Italia nell'ottobre successivo dall'etichetta discografica Ego.
Il 2011 ha segnato anche due ulteriori collaborazioni dell'artista, con i The Feeling per il brano Leave Me Out of It e con Bob Sinclar in F*** With You, entrambi pubblicati come singoli. L'anno successivo è invece la volta di Beautiful, brano inciso collaborando con Mathieu Bouthier.

### Wanderlust,Familia, raccolte eHana(2013-2023)

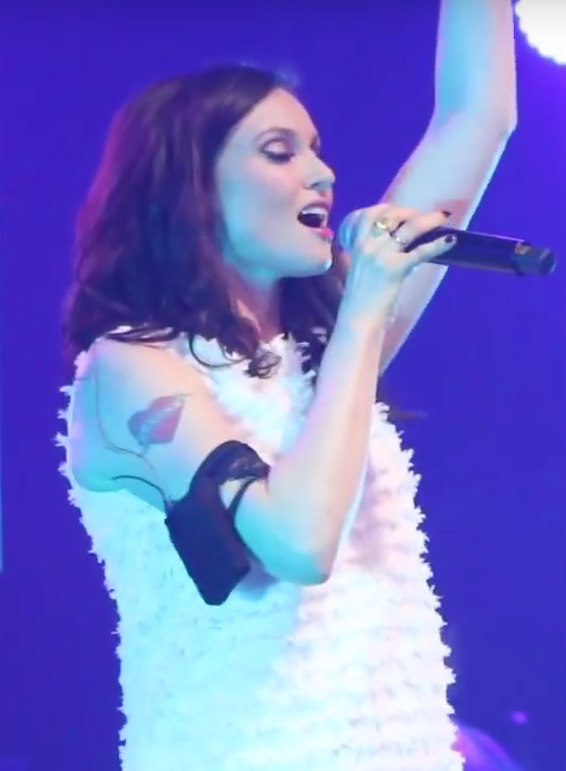
Sophie Ellis-Bextor in concerto nel 2017

Il 14 ottobre 2013 tramite la sua pagina Facebook, Sophie annuncia il titolo e la copertina del suo nuovo album Wanderlust. Nel novembre seguente viene diffuso il singolo Young Blood. Il disco viene pubblicato nel gennaio 2014 ed è prodotto da Ed Harcourt. L'album raggiunge la quarta posizione nella classifica britannica. Nel 2016 pubblica l'album Familia, ispirato al suo incontro con lontani parenti trasferitasi in Nordamerica e Messico. Dopo alcuni anni, nel 2019, pubblica la raccolta The Song Diaries in cui esegue gran parte della sua discografia in chiave orchestrale.
Nel 2020, durante la pandemia di Covid-19, realizza una serie di esibizioni dalla sua cucina creando una vera e propria webserie chiamata Kitchen Disco. Viene successivamente realizzata una nuova compilation intitolata proprio Songs from the Kitchen Disco, a cui fanno seguito un tour e un album live realizzato durante tale tournée. Nel luglio 2022 pubblica il singolo inedito Hypnotized in collaborazione con Wuh Oh. Nel 2023 pubblica l'album di inediti HANA. Nei mesi successivi realizza collaborazioni con artisti come Robbie Williams.

### Ritorno al successo commerciale (2024)
In seguito alla pubblicazione del film Saltburn nel dicembre 2023, il singolo Murder on the Dancefloor ottiene nuovamente una forte visibilità per via della sua presenza nella scena finale del lungometraggio. Il brano raggiunge dunque la seconda posizione nella classifica singoli britannica ed entra per la prima volta nella Billboard Hot 100, oltre a ottenere dei risultati significativi in altri mercati discografici. In seguito a questi risultati, l'artista firma un contratto con Universal Music Group e inizia a lavorare su un nuovo album di inediti. Il primo singolo, Freedom of the Night, viene rilasciato a ottobre 2024, mentre a marzo 2025 esce Relentless Love, entrambi sotto etichetta Decca Records.

## Discografia

### Album in studio
- 2001 - Read My Lips
- 2003 - Shoot from the Hip
- 2007 - Trip the Light Fantastic
- 2011 - Make a Scene
- 2014 - Wanderlust
- 2016 - Familia
- 2023 - HANA